# Атака на Министерство обороны Эстонии
Нападение на здание Министерства обороны Эстонии было осуществлено в Таллине 11 августа 2011 года Кареном Драмбяном (эст. Karen Drambjan; арм. Կարեն Դրամբյան; 26 июля 1954 — 11 августа 2011). Преступник был застрелен в перестрелке с полицией, он также пытался использовать самодельные взрывчатые устройства.

## Нападение
11 августа 2011 года в 15:08 часов по местному времени Карен Драмбян вошел в здание Министерства обороны Эстонии, расположенного в центре Таллина; при себе он имел пистолет с сотней патронов и сумку со взрывными устройствами в количестве 10–15 штук. Он открыл огонь в вестибюле и привёл в действие дымовые бомбы, но он не смог пройти сквозь ворота безопасности и проникнуть внутрь здания. В то время здание охраняли представители Союза обороны Эстонии. В ходе нападения Драмбян в первую очередь открыл огонь по невооружённым людям, исполнявшим свои обязанности в Министерстве обороны, а затем и по полицейским; выпущенные Драмбяном пули попали в двух полицейских, однако от ранений их спасли бронежилеты. Драмбян временно взял двух человек в заложники, в том числе одного охранника. В совместной операции, проведённой сотрудниками Департамента полиции и погранохраны и Полиции безопасности Эстонии, полицейские штурмовали здание и убили Драмбяна в перестрелке.
В тот момент министра обороны Эстонии Марта Лаара в здании не было.

### Реакции
- Эстонский премьер-министр Андрус Ансип предположил, что Драмбян был вдохновлён терактами 2011 года в Норвегии[13].
- Дмитрий Кленский, эстонский политик, считал, что Драмбян совершил своё преступление на основе личных проблем, а не политических мотивов[14].
- Сергей Юргенс, лидер Объединённой левой партии, обвинил министра обороны Марта Лаара в неосновательности связывания действия Драмбяна с Объединённой левой партией.
- Март Лаар, министр обороны Эстонии, заявил, что Эстония будет расследовать, является ли поступок террориста «мощной пропагандистской атакой против Эстонии» из России[15].

## Личность преступника
Карен Драмбян родился в Ереване. В 1992 году окончил Калининградский государственный университет по специальности юриспруденция. В 1993 году получил гражданство Эстонии. Руководил юридической фирмой, расположенной в Маарду.
Драмбян был разведён и имел двух дочерей. В 2011 году он столкнулся с финансовыми трудностями, и его квартира в Маарду была продана по решению суда.

### Политическая деятельность
Карен Драмбян был членом Объединённой левой партии Эстонии, которая, в числе прочих задач, стремилась представлять русское меньшинство в Эстонии. В парламентских выборах 2007 года он был кандидатом от Конституционной партии.
На муниципальных выборах 2009 года, после слияния Конституционной партии с Левой партией, Драмбян был кандидатом от новообразованной Объединённой левой партии, но не был избран. Он был известен как соратник мэра города Маарду Георгия Быстрова.
Во время агитации на выборах в Европейский парламент 2009 года Драмбян опубликован манифест, обличающий Эстонию, как «морально обанкротившуюся неофашистскую» страну, утверждая, что правительство Эстонии «выбрало гражданскую войну в своих отношениях с русским меньшинством», и отчитывал её за «рабский менталитет в условиях дискриминации».